# Backstarr
Backstarr (Carex ericetorum) är en flerårig gräslik växt inom släktet starrar och familjen halvgräs. Backstarr växer tuvad och dess mörkt rödbruna basala slidor är upprispade. Dess strån är styva, upprätta och något böjda och de glänsande grågröna bladen blir från 2,5 till 4 mm breda, är platta, styva, sträva på ovansidan och ofta bakåtböjda. Backstarr har ett ensamt hanax och två till tre tättsittande, äggrunda och oskaftade honax. De bruna nedre stödbladen liknar axfjäll. De mörkbruna axfjällen blir 2 till 2,5 mm, är trubbiga och har en ljus mittnerv. Axfjällen har även breda, fint fransiga hinnkanter. De grönbruna äggrunda fruktgömmena blir två till tre mm, är finhåriga, saknar nerver och har en kort näbb. Backstarr blir från 5 till 30 cm hög och blommar från maj till juni.

## Utbredning
Backstarr är ganska vanlig i Norden och återfinns på torr, sandig mark, såsom hedar, naturbetesmark, örtrika torrbackar, åsar, hyggen, vägkanter och tallskogar. Dess utbredning i Norden sträcker sig till södra och områden i östra Finland, Syd- och Mellansverige, områden i östra Norge samt stora delar av Danmark.
- Referens: Den nya nordiska floran ISBN 91-46-17584-9